# Три Священні Гори
Три священні гори Японії (яп. 三霊山, さんれいざん, Санрейдзан)  —  це три традиційно шановані гори в Японії.  До них входять:
- Гора Фудзі (富士山)
- Гора Хакусан (白山) (Біла гора), відома своїми історичними поселеннями, що занесені до Світової спадщини ЮНЕСКО
- Гора Татеяма (立山) («стояча гора»), відома своїми гарячими джерелами і кобальтово-блакитними водами Мікуріґаїке. [3] [4]

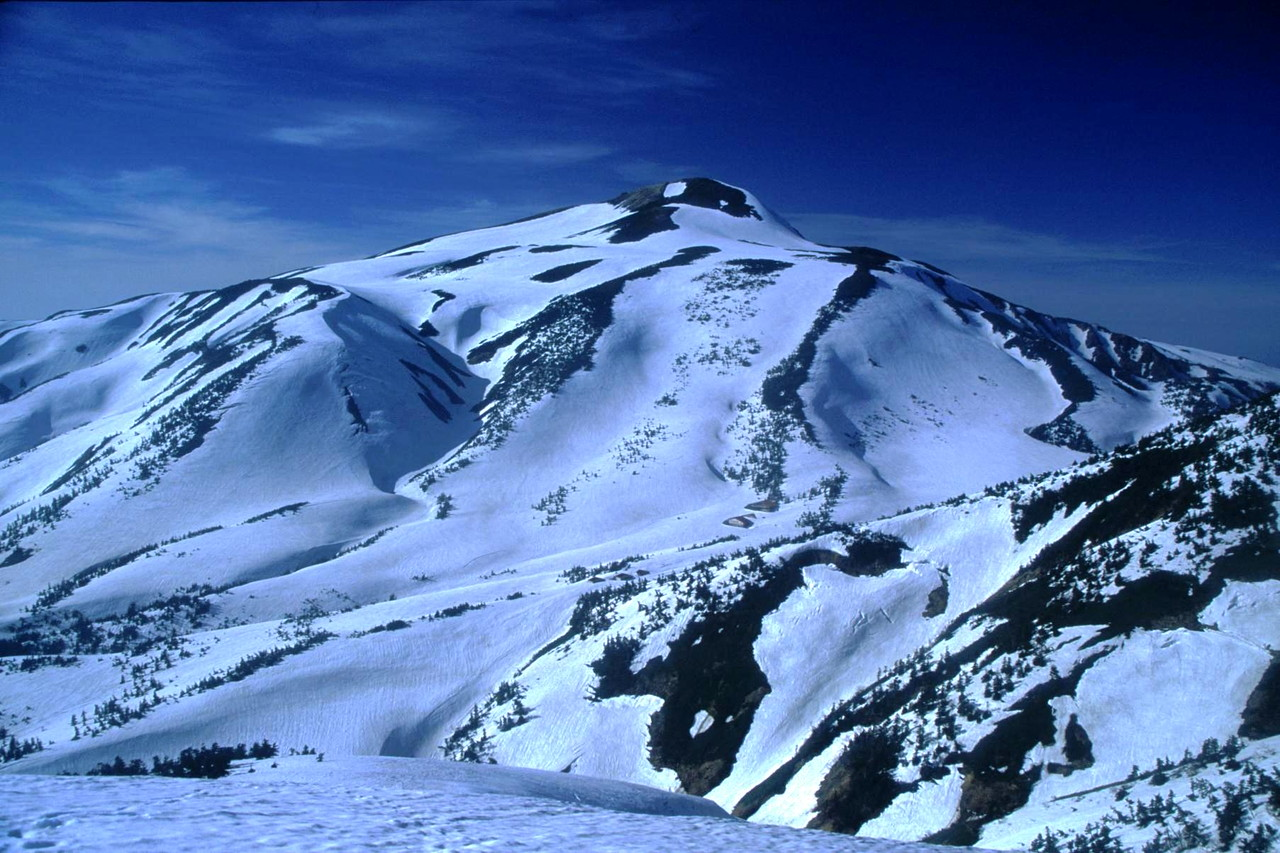
Гора Хаку
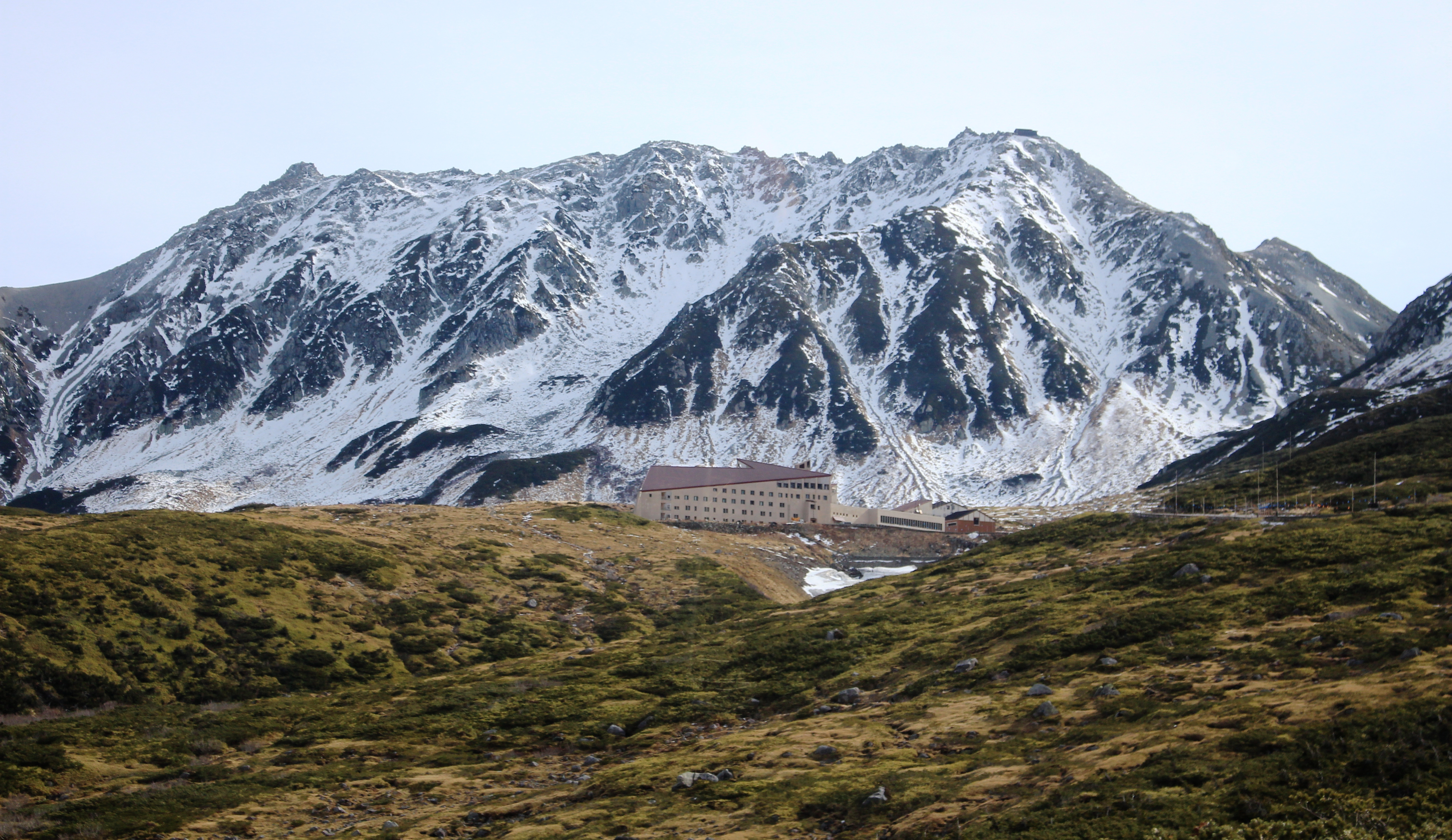
Татеяма
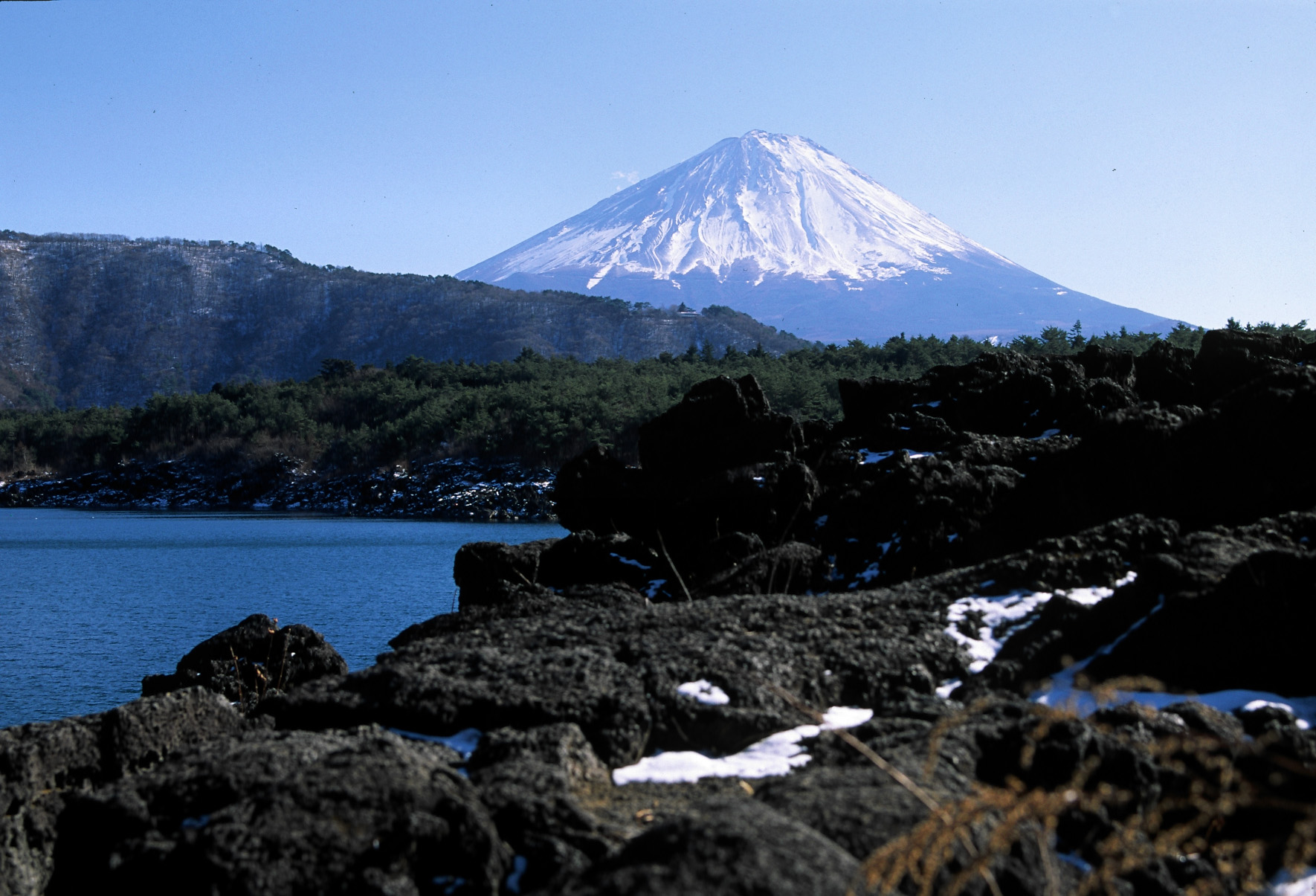
Гора Фуджі

## Дивитись також
- Священні гори